# 名古屋市立助光中学校
名古屋市立助光中学校（なごやしりつ すけみつちゅうがっこう）は、愛知県名古屋市中川区助光三丁目にある公立中学校。

## 沿革
1978年（昭和53年）4月1日、名古屋市立富田中学校より分離独立して開校。1985年（昭和60年）までは名古屋市立五反田小学校学区の一部の生徒の受け入れを行っていた。

## 部活動
- 野球部（男子）[WEB 1]
- ソフトテニス部（男女）[WEB 1]
- 卓球部（男女）[WEB 1]
- バスケットボール部（男女）[WEB 1]
- サッカー部（男子）[WEB 1]
- 陸上競技部（男女）[WEB 1]
- 技術・家庭科部（男女）[WEB 1]
- 美術部（男女）[WEB 1]

## 通学区域
- 名古屋市立長須賀小学校[WEB 2]
- 名古屋市立西前田小学校[WEB 2]

## 関係者

### 出身者
- 富永章敬 - 元プロ野球選手[2]

### WEB
1. 1 2 3 4 5 6 7 8  “部活動の紹介”.   名古屋市立助光中学校. 2016年3月27日閲覧。
2. 1 2  名古屋市教育委員会事務局子ども応援委員会制度担当部学校計画室計画係 (2015年4月1日). “名古屋市立中学校区一覧（小→中）” (PDF).   名古屋市. 2016年3月27日閲覧。

### 文献
1. 1 2  中川区制50周年記念誌編集委員会 1987, p. 440.
2. ↑  『中日スポーツ』1990年11月27日付第5版一面1頁「富永（蟹江高）中日入り 今季ドラフト外1号 天性の腕の振り、140キロ速球 新宅スカウトほれ込んだ」（中日新聞社）